# Jodrellia
Jodrellia is een geslacht uit de affodilfamilie. De soorten komen voor in Oost-Afrika en Zuid-Centraal-Afrika.

## Soorten
- Jodrellia fistulosa
- Jodrellia migiurtina

... · 
Aloe (Aloë) · 
Asphodelus (Affodil) · 
Astroloba · 
Bulbine · 
Bulbinella · 
Chamaealoë · 
Chortolirion · 
Eremurus · 
Gasteria · 
Haworthia · 
Herpolirion · 
Jodrellia · 
Kniphofia · 
Lomatophyllum · 
Poellnitzia · 
Trachyandra · 
...